# Рафаїл (Краснопольський)
Архієпископ Рафаїл (Романт Краснопольський); 1 (10) жовтня 1668 — 4 (15) листопада 1711) — єпископ Російської православної церкви, архієпископ Холмогорський та Важеський. Перший архімандрит Заіконоспаського монастиря та ректор Заіконоспаської академії.

## Життєпис
Уродженець Речі Посполитої. Закінчив Київську духовну академію.
«Лексикон трьомовний» Полікарпова надавав Рафаїлу перше місце після Стефана Яворського «в знании богословия и свободных учений и во изрядстве латинского диалекта».
1703 — архімандрит, настоятель Заіконоспаського монастиря та ректор Заіконоспаської духовної академії.
1704 — призначений архімандритом Московського Симонова монастиря.
21 березня 1708 — хіротонія в єпископа Холмогорського та Важеського із возведенням в сан архієпископа.
У сані архієпископа вів публічні «змагання» зі старообрядцями.
Помер 4 листопада 1711. Похований в Холмогорському соборі.

## Твори
Пам'яткою його боротьби зі старообрядцями є твір «Изъявление о двуперстном и триперстном знамении честнаго креста», що так і не було видруковоано. Крім того, після Рафаїла залишилося «Навчання всьому народу, 9 січня 1711 р.» та «Про поховання в порожніх місцях, без молитов священика, тих хто не сповідався не причастився св.. таємниць» (1709).